# Huis Ten Bosch (train)
Pour les articles homonymes, voir Huis ten Bosch (homonymie).
Le Huis Ten Bosch (ハウステンボス) est un train express existant au Japon et exploité par la JR Kyushu, qui relie la ville de Fukuoka au parc d'attraction Huis Ten Bosch à Sasebo. 

## Gares desservies
Le Huis Ten Bosch circule couplé avec un Midori de la gare de Hakata à la gare de Haiki en empruntant les lignes Kagoshima, Nagasaki et Sasebo. Il continue ensuite seul sur la ligne Ōmura jusqu'à la gare de Huis Ten Bosch.
| Nom des gares     |
| ----------------- |
| Hakata            |
| Futsukaichi       |
| Tosu              |
| Shin-Tosu         |
| Yoshinogari-kōen* |
| Saga              |
| Kōhoku            |
| Takeo-Onsen       |
| Arita             |
| Haiki             |
| Huis Ten Bosch    |

Les gares marquées d'un astérisque ne sont pas desservies par tous les trains.

## Matériel roulant
Les services Huis Ten Bosch sont effectués par des rames série 783. Ils étaient autrefois effectués par des rames série 485.

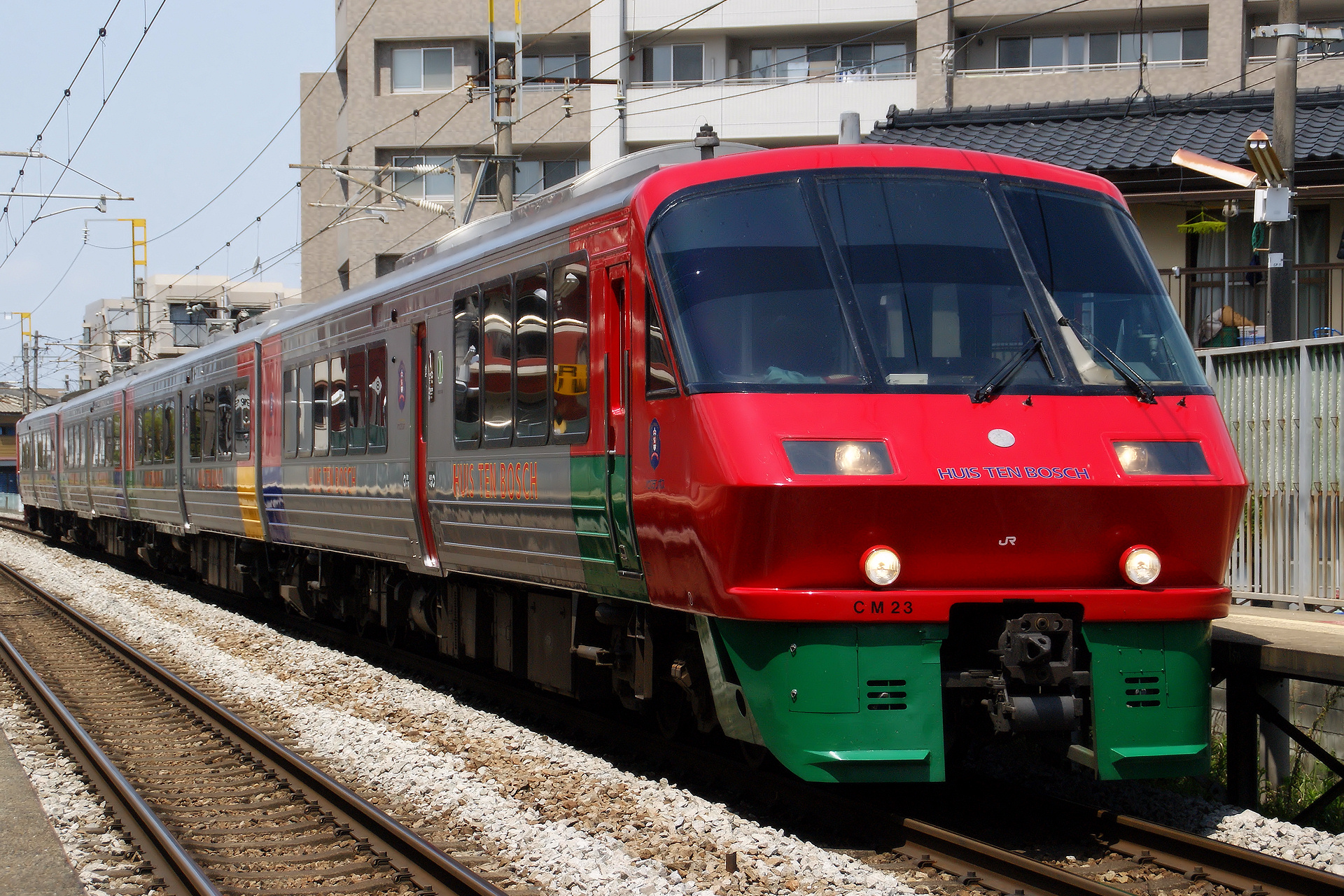
Série 783 (ancienne livrée)
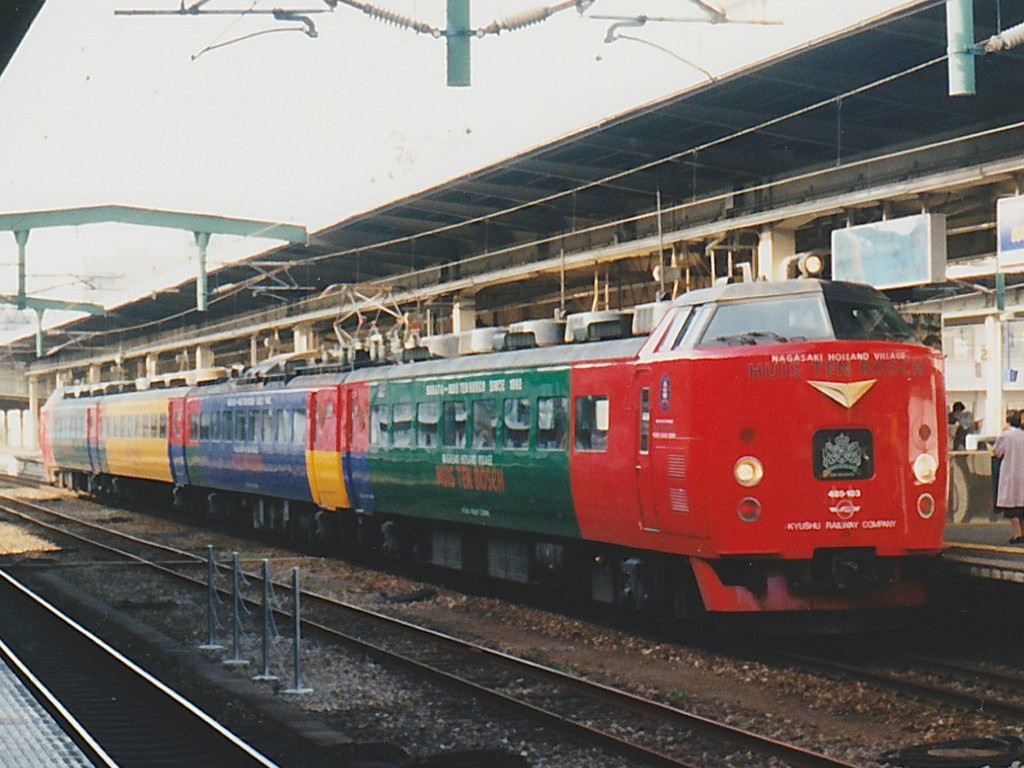
Série 485

## Composition des voitures
- Série 783[2] :

| N° de voiture | 1     | 1       | 2       | 3       | 3           | 4           |
| Agencement    | Green | Réservé | Réservé | Réservé | Non réservé | Non réservé |